# 里夏德·科赫尔
里夏德·科赫尔（德語：Richard Korherr；1903年10月30日—1989年11月24日）是納粹德國的一位职业統計師，也是二战期间党卫队统计局的总监。科赫尔的最终衔级是突擊隊大隊領袖。
科赫尔于1926年取得博士学位，在希特勒上台前在国家统计办公室任職（Statistisches Reichsamt）。1930-33年间，他曾是巴伐利亚的反分裂主义委员会“国家与家乡”（Reich und Heimat）的主席，在此期间还加入了天主教政党巴伐利亞人民黨。1934年1月1日，他所在的部门被巴伐利亚统计办公室（Bavarian Statistical Office）接管，他因此成為该单位的一員。1935-40年间，科赫尔出任维尔茨堡的统计办公室主任。德国入侵波兰后，二战正式爆发，1940年12月9日，希姆莱把科赫尔调到了党卫队全国领袖办公室。德军在蘇聯前线受阻后，科赫尔与党卫队之间产生了严重衝突。

## 科赫尔报告
二战期间，希姆莱曾委托科赫尔计算1937年至1942年12月间接受了特殊处理的欧洲犹太人口数量。1943年1月，科赫尔完成了《科赫尔报告》，並于3月23日将其呈交给党卫队上級突擊隊大隊領袖鲁道夫·勃兰特博士（Dr. Rudolf Brandt）。报告共16页，记录了德国和德占欧洲地区的犹太人口因大屠杀而逐渐减少的情况。报告还附有一份7页的补充资料（关于1943年前三个月里的犹太人被驱逐情况）。报告的最终标题是“犹太问题最终解决方案”（Die Endlösung der Judenfrage）。科赫尔通过计算得出，欧洲犹太人口在5年的时间里减少了400万，其中有1274166人都被送进了集中营，接受“特殊处理”。1274166这个如此精确的数字也出现在了党卫队突击队大队领袖赫尔曼·霍夫勒（Hermann Höfle）于1943年1月11日发送的电报中，这表明科赫尔和霍夫勒都是用了来自德国运输部门收集的数据。希姆莱读过报告后，要求科赫尔将“特殊处理”一词改为更加委婉的词语。科赫尔于是将“特殊处理”改为“经过/通过”（Durchgeschleus），意思是报告中提及的犹太人口已经“通过了”所谓的“中转营”（Durchgangslager）。勃兰特将对科赫尔报告的总结呈交给了希特勒。
1945-46年间，科赫尔作为納粹德國前官员接受了去纳粹化处理，但他并未在纽伦堡审判上遭到起诉，他后来又声称自己在1945年之前从未听说过对犹太人的种族灭绝。
后来科赫尔在德國聯邦財政部任職。亦曾于1959-62年间在埃朗根-纽伦堡大学授课。1989年11月24日，科赫尔在下萨克森州不伦瑞克市死亡，终年86岁。